# Obljak (Korčula)
Koordinati:   42°54′16″N, 16°45′01″E
Obljak je majhen nenaseljen otoček v Jadranskem morju. Pripada Hrvaški.
Obljak leži južno od otoka Korčula in vzhodno od otočka  Zvirinovik, od katerega je oddaljen okoli 1 km. Njegova površina meri 0,031 km². Dolžina obalnega pasu je 0,65 km. Najvišji vrh je visok 43 mnm.